# (444) Гиптида
(444) Гиптида (лиг. Gyptis) — крупный астероид главного пояса, который был открыт 31 марта 1899 года французским астрономом Жеромом Коджа в Марсельской обсерватории и назван в честь лигурийской принцессы Гиптиды (Жиптис) — жены Протиса, основателя Массалии (Марселя).

Орбита астероида Гиптида и его положение в Солнечной системе
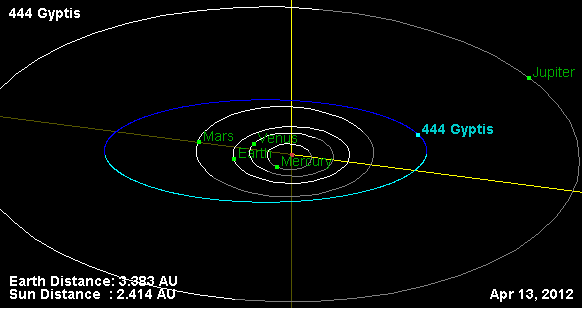
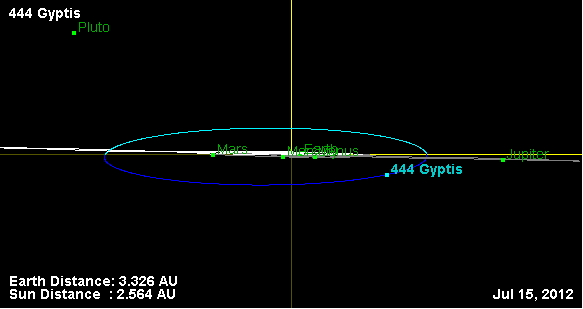